# Wei Yan
Wèi Yán (chinesisch 魏延; † 234), stilisiert Wéncháng (文長) war ein Offizier der Shu Han zur Zeit der Drei Reiche im alten China. In der Novelle Geschichte der drei Reiche dient Wei Yan bei Liu Biao als Unteroffizier, aber historische Quellen erkennen dies nicht an.

## Leben
Er schloss sich Liu Bei etwa 209 an, nachdem dieser Changsha eingenommen hatte. Sein Talent machte ihn innerhalb weniger Jahre zu einem der führenden Generäle von Shu. Liu Bei bot ihm 219 das Kommando über Hanzhong an, und Wei Yan wurde fortan mit den Fünf Tigergenerälen der Shu in einem Atemzug genannt.
Nach Liu Beis Tod (223) erhielt Wei Yan von Zhuge Liang den Auftrag, die Wei anzugreifen. Er schlug einige waghalsige Pläne vor, aber Zhuge Liang lehnte sie alle ab.
In den Zeiten der Nördlichen Expeditionen entstand nach dem Tod Zhuge Liangs (234)  in Wei Yans Armee Streit um die Nachfolge des Regenten. Zwar hatte Zhuge Liang die Nachfolgefrage vorher geklärt, aber davon wusste Wei Yan nichts. Nach dem Schlachtgeschehen auf der Wu-Zhang-Ebene kam es wegen einer Befehlsverweigerung zu einer bewaffneten Auseinandersetzung, in der Wei Yan von seinen Offizieren (darunter auch Jiang Wei) hingerichtet wurde. 
| Personendaten    | Personendaten                                                |
| ---------------- | ------------------------------------------------------------ |
| NAME             | Wei Yan                                                      |
| ALTERNATIVNAMEN  | Wèi Yán                                                      |
| KURZBESCHREIBUNG | Offizier der Shu Han zur Zeit der Drei Reiche im alten China |
| GEBURTSDATUM     | 2. Jahrhundert                                               |
| STERBEDATUM      | 234                                                          |